# Carroll County, Missouri
Carroll County är ett administrativt område i delstaten Missouri, USA, med 9 295 invånare. Den administrativa huvudorten (county seat) är Carrollton. 

## Geografi
Enligt United States Census Bureau så har countyt en total area på 1 819 km². 1 799 km² av den arean är land och 20 km² är vatten. 

### Angränsande countyn
- Livingston County - nord
- Chariton County - öst
- Saline County - sydost
- Lafayette County - sydväst
- Ray County - väst
- Caldwell County - nordväst